# Listă de conducători de stat din 629
625 - 626 - 627 - 628 - 629 - 630 - 631 - 632 - 633
Aceasta este o listă a conducătorilor de stat din anul 629:

## Europa
- Anglia, statul anglo-saxon Bernicia: Edwin (rege, 617-634; totodată, rege în Deira, ?-605, 617-634)
- Anglia, statul anglo-saxon Deira: Edwin (605, 617-634; totodată, rege în Bernicia, 617-634)
- Anglia, statul anglo-saxon East Anglia: Eorpwald (rege, cca. 620-?) (?)
- Anglia, statul anglo-saxon Essex: Sigeberht I Parvus (rege, 617?-cca. 652)
- Anglia, statul anglo-saxon Kent: Eadbald (rege, 618-640)
- Anglia, statul anglo-saxon Mercia: Cearl (rege, cca. 600-628/634) și Penda (rege, 628/634-656; totodată, rege în Wessex, 645-648)
- Anglia, statul anglo-saxon Sussex: rege necunoscut
- Anglia, statul anglo-saxon Wessex: Cynegils (rege, 611-643)
- Bavaria: Garibald al II-lea (duce din dinastia Agilolfingilor, c. 610-c. 630)
- Benevento: Arechis I (duce, 591-641)
- Bizanț: Heracliu (împărat din dinastia Heraclizilor, 610-641)
- Francii: Chlothar al II-lea (rege din dinastia Meroviangiană, 584-629) și Dagobert I (rege din dinastia Merovingiană, 629-639)
- Francii din Austrasia: Dagobert I (rege din dinastia Meroviangiană, 623-639; ulterior, rege al tuturor francilor, 629-639)
- Friuli: Grasulf al II-lea (duce, 617-651)
- Gruzia, statul Khartlia (Iberia): Adarnase I (patriciu, 627-637/642)
- Longobarzii: Arioald (Ariovald) (rege, 625/626-636)
- Ravenna: Isaac (exarh, 625-643)
- Scoția, statul picților: Cinloch (rege, 617?-631)
- Scoția, statul celt Dalriada: Eochaid Buide (rege, 608?-629), Connad Cerr (rege, 629) și Domnall Brecc (rege, 629-642)
- Spoleto: Theodelap (duce, 602-650)
- Statul papal: Honorius I (papă, 625-638)
- Vizigoții: Swinthila (Suintila) (rege, 621-631)

## Asia

### Orientul Apropiat
- Bizanț: Heracliu (împărat din dinastia Heraclizilor, 610-641)
- Persia: Kawadh al II-lea, Ardașir al III-lea, Chosroes al III-lea, Hormizd al V-lea, Chosroes al IV-lea, Peroz al II-lea (suverani, 628-632)

### Orientul Îndepărtat
- Cambodgia, statul Tjampa: Sambhuvarman (rege din a patra dinastie, după 605-629?) și Kandharpadharma (rege din a patra dinastie, 629?-?)
- Cambodgia, statul Chenla: Isanavarman I (rege, cca. 611-cca. 635)
- China: Taizong (împărat din dinastia Tang, 627-649)
- Coreea, statul Koguryo: Yongyu (Konmu) (rege din dinastia Ko, 618-642)
- Coreea, statul Paekje: Mu (Chang) (rege din dinastia Ko, 600-642)
- Coreea, statul Silla: Chinp'yong (Paekchong, rege din dinastia Kim, 579-632)
- India, statul Chalukya: Pulașekin al II-lea (rege, 609/610-642)
- India, statul Chalukya răsăriteană: Vișnuvaradhana I Kubja (Vișama Siddhi) (rege, 611-632)
- India, statul Pallava: Mahendravarman I (rege din a doua dinastie, cca. 600-630)
- Japonia: Jomei (împărat, 629-641)
- Kashmir: Prajnaditya (Durlabhavardhana) (rege din dinastia Karkota, 627-632)
- Sri Lanka: Aggabodhi al III-lea Sirisanghabodhi (rege din dinastia Silakala, 617, 618-632)
- Tibet: Srong-bTsan sGampo (Song-tsen Gampo) (chos-rgyal, 618/620-649/650)